# Han Stijkel

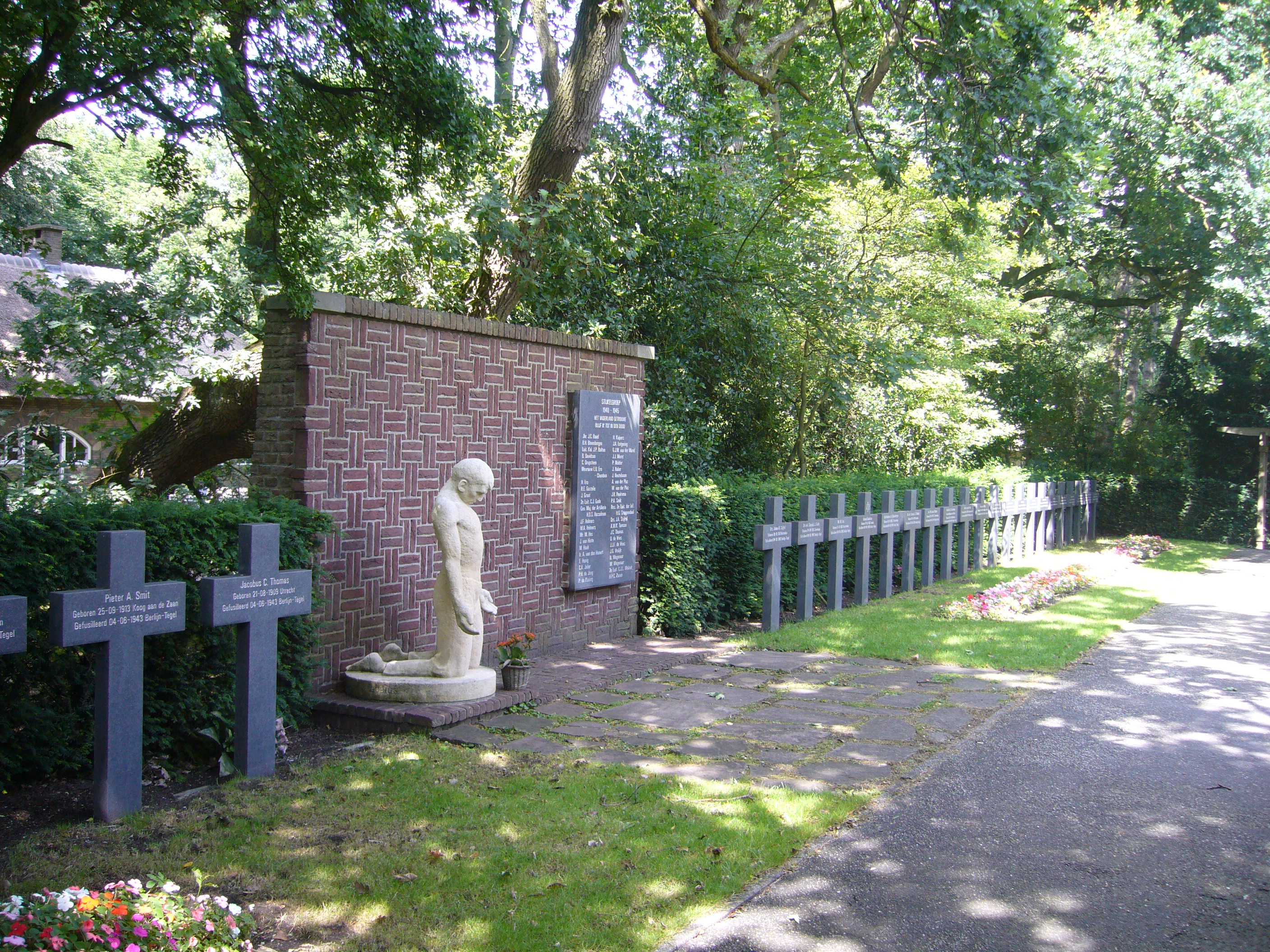
Stijkelgroep graven

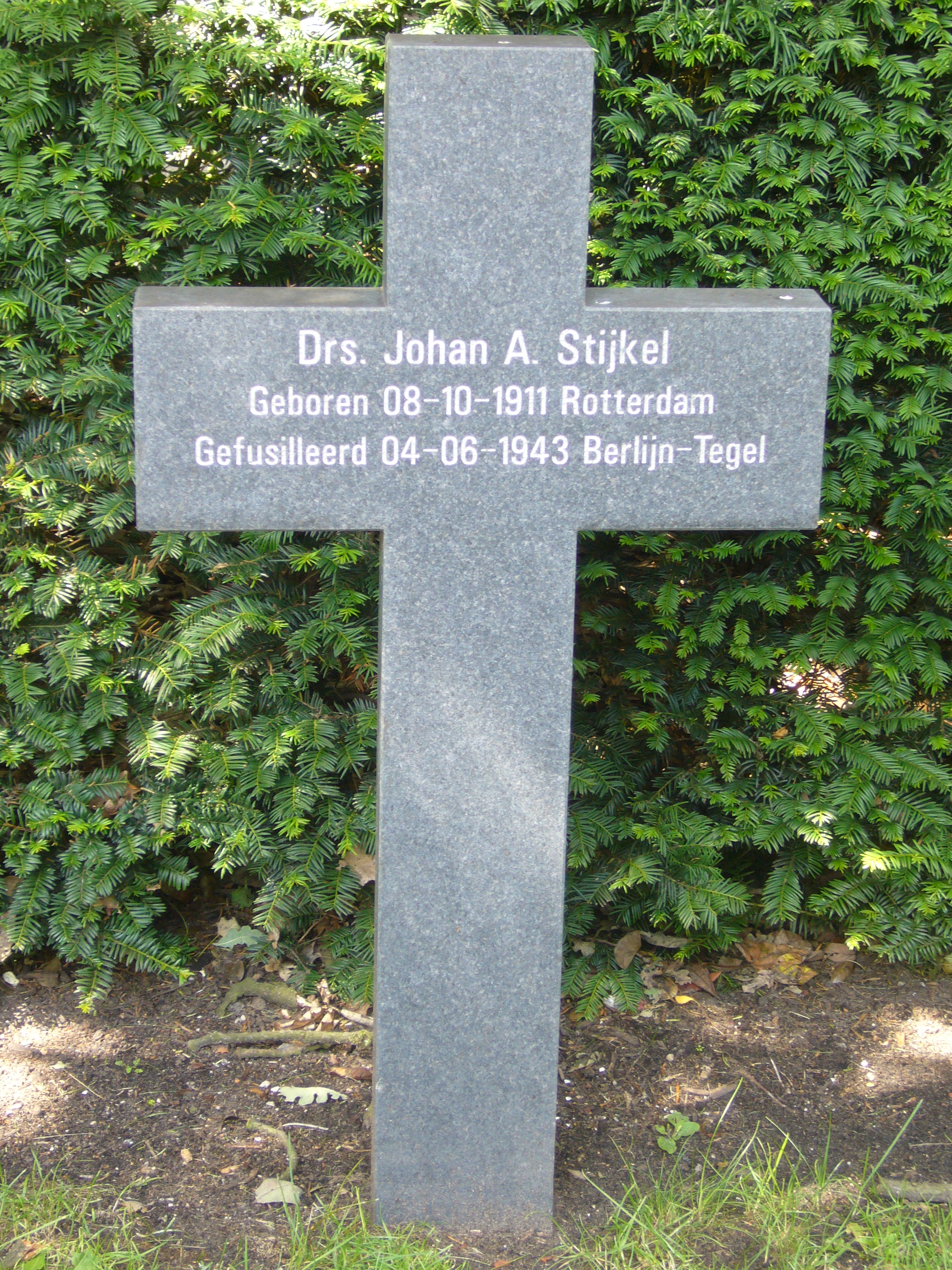
Zijn graf op Westduin

Johan Aaldrik (Han) Stijkel (Rotterdam, 8 oktober 1911 - Berlijn-Tegel, 4 juni 1943) was een Nederlands verzetsstrijder. 
Han Stijkel studeerde Engels aan de Universiteit van Amsterdam. Toen al was hij betrokken bij het verzet tegen het fascisme. Hij nam ook deel aan verzetsacties tegen Franco tijdens de Spaanse Burgeroorlog (1936-1939). Stijkel was goed bevriend met Jhr. J.A. Schorer, de drijvende kracht achter het Nederlandsch Wetenschappelijk Humanitair Komitee, de eerste Nederlandse organisatie die zich inzette voor gelijke rechten voor homoseksuelen. 
Op 10 mei 1940 hielp hij, samen met Henri François, Jhr. Schorer bij het vernietigen van diens archief en ledenadministratie. Al kort daarna begon hij een groepering op te zetten om de Duitse bezetter te bestrijden. Deze groep bestond waarschijnlijk uit een tachtigtal personen, waaronder generaal-majoor Hasselman, en verder studenten, officieren en ondernemers. Stijkels pseudoniem was Dr. Eerland de Vries. De naar J.A. Stijkel genoemde Stijkelgroep was erop gericht om informatie over de Duitse bezetting naar Engeland over te brengen. Daarbij werden de nodige 'beginnersfouten' gemaakt, waardoor de bezetter de verzetsgroep begon te volgen. Onder andere wist de beruchte landverrader Anton van der Waals te infiltreren. Op 2 april 1941 werd de groep gearresteerd, toen ze de haven van Scheveningen wilde uitvaren. Pas in september 1942 werd de groep berecht voor het Reichskriegsgericht in Berlijn, en nog eens acht maanden later, op 4 juni 1943 werden de vonnissen voltrokken. Han Stijkel werd als eerste omgebracht. 
In de gevangenis van Scheveningen (Oranjehotel) deelde Han Stijkel een cel met Willem Harthoorn. In zijn boek Verboden te sterven beschrijft Harthoorn zijn eigen gevangenschap in het Oranjehotel en in concentratiekampen en daarmee het laatste halfjaar van Han Stijkels leven in Nederland.
Op de begraafplaats Westduin is een monument opgericht om de leden van de Stijkelgroep te herdenken. Het heeft 43 zandstenen kruizen. De stoffelijke overschotten van 33 mensen die in Berlijn werder gefusilleerd, zijn daar begraven. Van 10 mensen is het stoffelijke overschot nooit gevonden. 

## Vernoemingen
Han Stijkel is op diverse plaatsen vernoemd. Onder andere in de Noordoostpolder: de Han Stijkelweg, de Han Stijkeltocht (een watergang) en de verzorgingsplaats Han Stijkel langs de A6. 
In de wijk Duttendel in Den Haag is het Han Stijkelplein. Omringende straten zijn daar vernoemd naar andere verzetshelden.
Aan de Laan van Meerdervoort 1764 stond tot 2003 een schoolgebouw met de naam Han Stijkel, onderdeel van Dalton Den Haag.